# Martin Bodimeade
Martin Bodimeade (* 21. Oktober 1963) ist ein ehemaliger englischer Squashspieler.

## Karriere
Martin Bodimeade war in den 1980er-Jahren als Squashspieler aktiv und erreichte im Februar 1987 mit Rang 15 seine höchste Platzierung in der Weltrangliste.
Mit der englischen Nationalmannschaft nahm er an mehreren Europameisterschaften teil. Er gewann mit ihr von 1985 bis 1988 viermal in Folge den Titel. Zwischen 1984 und 1988 stand Martin Bodimeade fünfmal in Folge im Hauptfeld der Einzelweltmeisterschaft. Sein bestes Abschneiden war dabei das Erreichen des Achtelfinals 1986. Er unterlag Stuart Davenport in drei Sätzen.

## Erfolge
- Europameister mit der Mannschaft: 4 Titel (1985–1988)